# Aleksin
Aleksin è una città dell'oblast' di Tula, nella Russia europea centrale, situata 75 km a nord-est di Tula sulle sponde del fiume Oka. È il capoluogo amministrativo del distretto omonimo.
La prima testimonianza scritta relativa alla presenza dell'abitato risale a una cronaca medievale russa del 1348 che attesta la presenza al momento del metropolita di Mosca Pietro I. La città divenne tuttavia famosa per l'eroica resistenza che gli abitanti frapposero ad un attacco delle truppe di Akhmat Khan il 29 luglio 1472. Mentre Aleksin sosteneva per due giorni l'attacco delle forze preponderanti mongole, Ivan III di Russia, che in quel frangente si trovava lontano con il grosso delle proprie truppe, riusciva a tornare a Mosca rendendo vano il tentativo di attacco alla Moscovia da parte del Khan. A metà del XVII secolo l'insediamento contava solamente 450 abitanti. Nel 1728 sulle sponde di un fiume poco lontano dall'abitato fu fondata la prima industria di materiali ferrosi russa. Il villaggio cominciò ad espandersi nel XIX secolo dopo la realizzazione della strada che congiungeva Kaluga a Tula, diventando un importante centro siderurgico e di lavorazione del legname.

## Società

### Evoluzione demografica
Fonte: mojgorod.ru
- 1897: 2.300
- 1939: 6.500
- 1959: 46.300
- 1979: 67.200
- 1989: 74.300
- 2002: 68.200
- 2007: 65.700